# Platano dei Cento Bersaglieri
Il Platano dei Cento Bersaglieri è un albero monumentale situato nel centro della località Platano, frazione di Caprino Veronese.
È fatto risalire all'anno 1370, attualmente è il secondo più grande platano d'Italia con un'altezza superiore ai 25 metri, una circonferenza di circa 10,50 metri ed una superficie della chioma di ben 300 metri.
È passato alla storia come il Platano dei cento Bersaglieri in quanto si vuole che nel 1937 durante le Grandi Manovre estive dell'Esercito Italiano si nascosero fra le sue fronde e nelle sue cavità una intera compagnia di cento Bersaglieri.
Pare anche che nell'inverno del 1944 le truppe Tedesche decisero di sfoltirlo, per paura che i Partigiani potessero tendere agguati su di lui.